# مايكل كلارك دانكن
مايكل كلارك دانكن (بالإنجليزية: Michael Clarke Duncan)‏؛ (10 ديسمبر 1957 - 3 سبتمبر 2012)، ممثل أمريكي فاعل، اشتهر بأدواره في فيلم الاختراق وقيامه بدور جون كوفي في فيلم الميل الأخضر ، الذي كان سببا لترشيحه للحصول على جائزة الأوسكار و غولدن غلوب .

## مرضه ووفاته
تم نقل الممثل الأميركي مايكل كلارك دانكن إلى غرفة العناية الفائقة في إحدى مستشفيات لوس أنجلوس إثر إصابته بأزمة قلبية حادة وقد كان ذلك يوم الجمعة بتاريخة 13 يوليو 2012. وذكر موقع «تي إم زي» الأميركي، أن أوماروزا حبيبة، داكن (54 سنة)، وجدته بعد توقف قلبه عن العمل، فحاولت إسعافه وتمكنت من إنعاشه بعد إعطائه تنفساً اصطناعياً.
وقد توفي الممثل يوم الإثنين بتاريخ 3 سبتمبر 2012 عن عمر يناهز 54 عاما إثر تعرضه للنوبة القلبية التي لم يتعاف منها، وقد توفي في مركز سيدارز سيناي الطبي.

## أعماله

### أفلام
- الفانوس الأخضر - كيلواغ
- ذا آيلاند - ستاركويزر تو ديلتا
- [ Daredevil

(ديرديفيل) (2003)]] - كينغبين
- كونغ فو باندا - Commander Vachir
- كلاب وقطط - سام
- الميل الأخضر - The Green Mile
- the island
- See Spot Run
- كوكب القردة

## مواقع خارجية
- مايكل كلارك دانكن على موقع IMDb (الإنجليزية)
- مايكل كلارك دانكن على موقع روتن توميتوز (الإنجليزية)
- مايكل كلارك دانكن على موقع ألو سيني (الفرنسية)
- مايكل كلارك دانكن على موقع ميوزك برينز (الإنجليزية)
- مايكل كلارك دانكن على موقع تيرنر كلاسيك موفيز (الإنجليزية)
- مايكل كلارك دانكن على موقع أول موفي (الإنجليزية)
- مايكل كلارك دانكن على موقع بوكس أوفيس موجو (الإنجليزية)
- مايكل كلارك دانكن على موقع قاعدة بيانات الأفلام السويدية (السويدية)
- مايكل كلارك دانكن على موقع إن إن دي بي (الإنجليزية)
- مايكل كلارك دانكن على موقع قاعدة بيانات الفيلم (الإنجليزية)